# 450 (číslo)
Čtyři sta padesát je přirozené číslo. Následuje po číslu čtyři sta čtyřicet devět a předchází číslu čtyři sta padesát jedna. Římskými číslicemi se zapisuje CDL a řeckými číslicemi υν.

## Matematika
450 je:
- Abundantní číslo
- Složené číslo
- Nešťastné číslo

## Astronomie
- (450) Brigitta je planetka hlavního pásu, kterou objevili v roce 1899 Max Wolf a Arnold Schwassmann

## Roky
- 450
- 450 př. n. l.